# Salah Zakaria
Salah Zakaria (24 de abril de 1999) es un futbolista catarí que juega en la demarcación de portero para el Al-Duhail SC de la Liga de fútbol de Catar.

## Selección nacional
Tras jugar en varias categorías inferiores, finalmente hizo su debut con la selección de fútbol de Catar en un partido amistoso contra Jamaica que finalizó con un resultado de empate a uno tras un gol de Khalid Muneer para Catar, y de Jourdaine Fletcher para Jamaica.

## Clubes
| Club                  | País  | Año       | Partidos | Goles |
| --------------------- | ----- | --------- | -------- | ----- |
| Al-Gharafa SC         | Catar | 2019      | 1        | 0     |
| Al-Wakrah SC (cedido) | Catar | 2019-2020 | 0        | 0     |
| Al-Gharafa SC         | Catar | 2020-2021 | 11       | 0     |
| Al-Duhail SC          | Catar | 2021-     | 58       | 0     |